# Lynne Truss

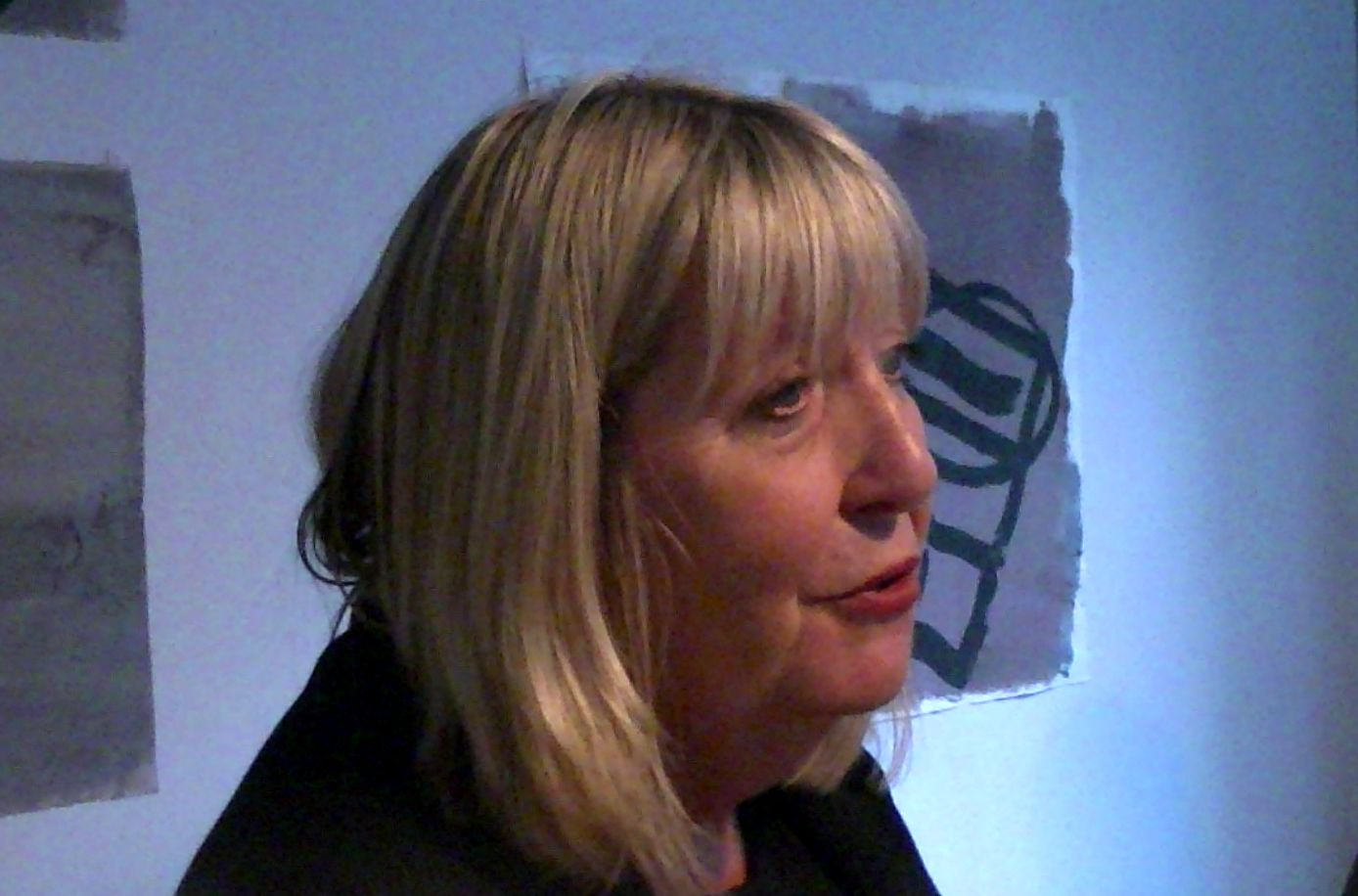
Lynne Truss

Lynne Truss (* 1955 in Kingston upon Thames) ist eine britische Schriftstellerin und Journalistin. Sie schrieb das in Großbritannien und den USA sehr bekannte Buch Eats, Shoots & Leaves: The Zero Tolerance Approach to Punctuation, in dem sie, ähnlich wie Bastian Sick, locker die Materie der Sprachwissenschaft behandelte. Es beschränkt sich jedoch auf die Interpunktion (Zeichensetzung) im Englischen.

## Leben
Sie wurde als Kolumnist des Jahres für ihre Arbeit für das Women's Journal ausgezeichnet. Truss moderierte Cutting a Dash, eine BBC-Radio-4-Serie über Zeichensetzung. Sie ist Literaturkritikerin bei der Sunday Times und eine vertraute Stimme bei BBC Radio 4. Sie brachte 2005 Talk to the Hand über Umgangsformen heraus, das 2007 unter dem Titel Für dich immer noch Sie Arschloch auf Deutsch erschien.

## Werk
Ihr Buch Eats, Shoots & Leaves (November 2003) über den Missbrauch der Zeichensetzung wurde sowohl in Großbritannien als auch in den USA ein Bestseller. Die Erklärung im Buch für eine „Null-Toleranz-Regelung für die Zeichensetzung“ wird als Aufruf an alle Pedanten verstanden, sich für die Zeichensetzung einzusetzen.
Der Buchtitel (Isst, schießt und geht) bezieht sich auf einen Pandabären und ist ein Zeichenfehler, der angeblich in einem Buch steht, das allerdings von Truss nicht angegeben wird. In der korrekten Schreibweise (Eats shoots and leaves) würde der Satz lediglich aussagen, dass besagter Bär Schösslinge und Blätter frisst. Im Buch greift Truss auch die Unterhaltungsindustrie an, die schlechte Zeichensetzung noch unterstütze. Als Beispiele nennt sie Two Weeks Notice (korrekt: Two Weeks' Notice), Who Framed Roger Rabbit (Fragezeichen fehlt) und die Popgruppe Hear’Say (falscher Apostroph).
2009 veröffentlichte sie als Resümee ihrer Zeit als Sportjournalistin das Sachbuch Get Her Off the Pitch: How Sport Took Over My Life. An Katzenfreunde richtet sich ihr Roman Cat Out of Hell, der 2014 erschien.

## Rezeption
Eats, Shoots & Leaves  erschien in deutscher Übersetzung mit einigen Anmerkungen zur deutschen Zeichensetzung. In Schweden erschien ein vergleichbares Buch, das auf der Grundlage des Buchs von Lynne Truss die Eigenheiten der schwedischen Interpunktion beschreibt (Komma rätt, komma fel och komma till punkt von Eva Halldinger). Nick Hornby erwähnte das Buch lobend in seinem Werk Mein Leben als Leser.

## Veröffentlichungen (Auswahl)
- With One Lousy Free Packet of Seed. Profile Books Ltd, London 2004, ISBN 1-86197-749-2
- Tennyson's Gift. Profile Books Ltd, London 2004, ISBN 1-86197-733-6
- Going Loco. Profile Books Ltd, London 2004, ISBN 1-86197-733-6
- Making the Cat Laugh. Profile Books Ltd, London 2004, ISBN 1-86197-754-9
- Eats, Shoots & Leaves. The Zero Tolerance Approach to Punctuation. Profile Books Ltd, London 2005, ISBN 1-86197-677-1
- Talk to the Hand: The Utter Bloody Rudeness of Everyday Life (or Six Good Reasons to Stay Home and Bolt the Door). Profile Books Ltd, London 2005, ISBN 1-86197-933-9
- Hier steht was alle suchen – Eats, Shoots and Leaves – Bärenstark in Zeichensetzung. Autorenhaus Verlag, Berlin 2005, ISBN 3-932909-32-1
- Für dich immer noch Sie Arschloch. Goldmann, München 2007, ISBN 3-442-31132-2

### Hörbücher
- A Certain Age. BBC Audiobooks, Bath 2004, ISBN 0-563-51052-8